# Kerameikos

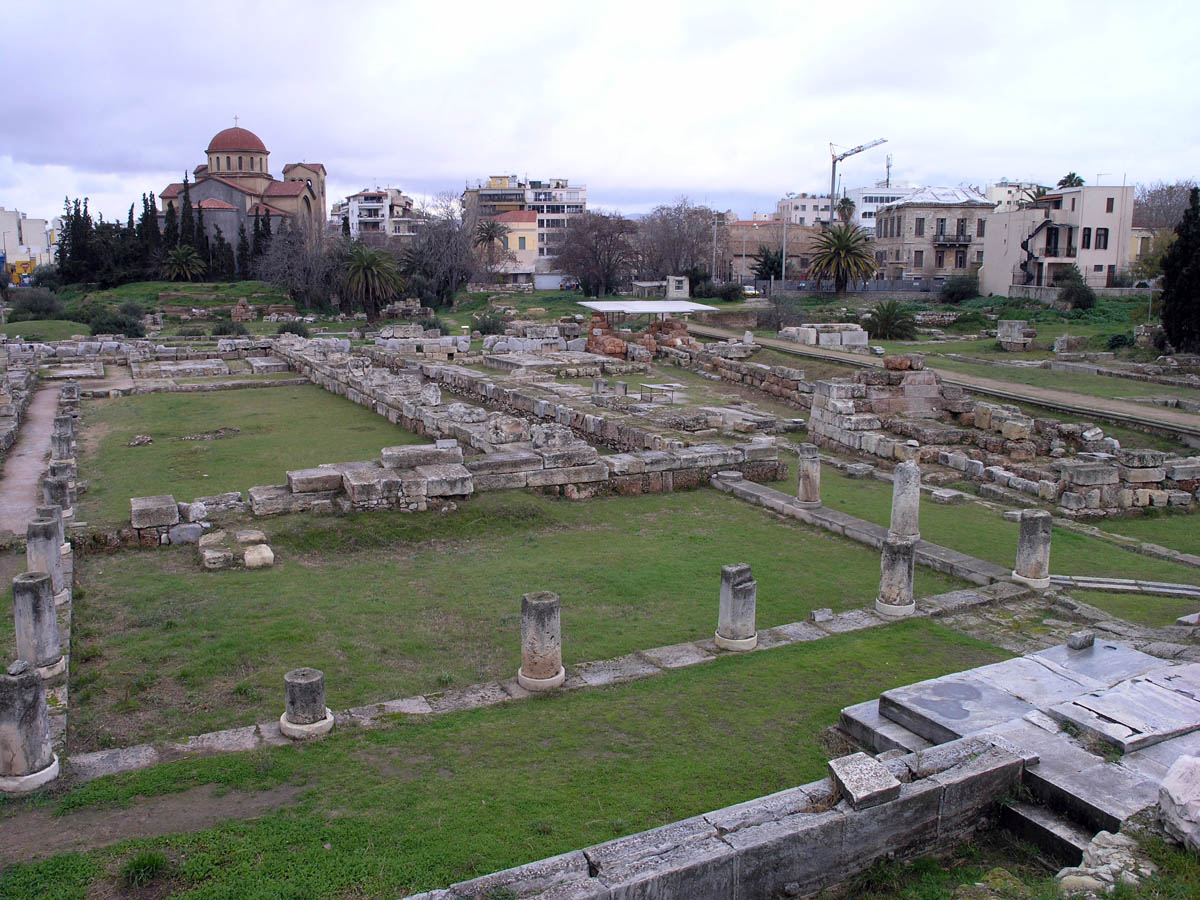
Blick vom Pompeion stadtauswärts über das Kerameikos-Grabungsgelände

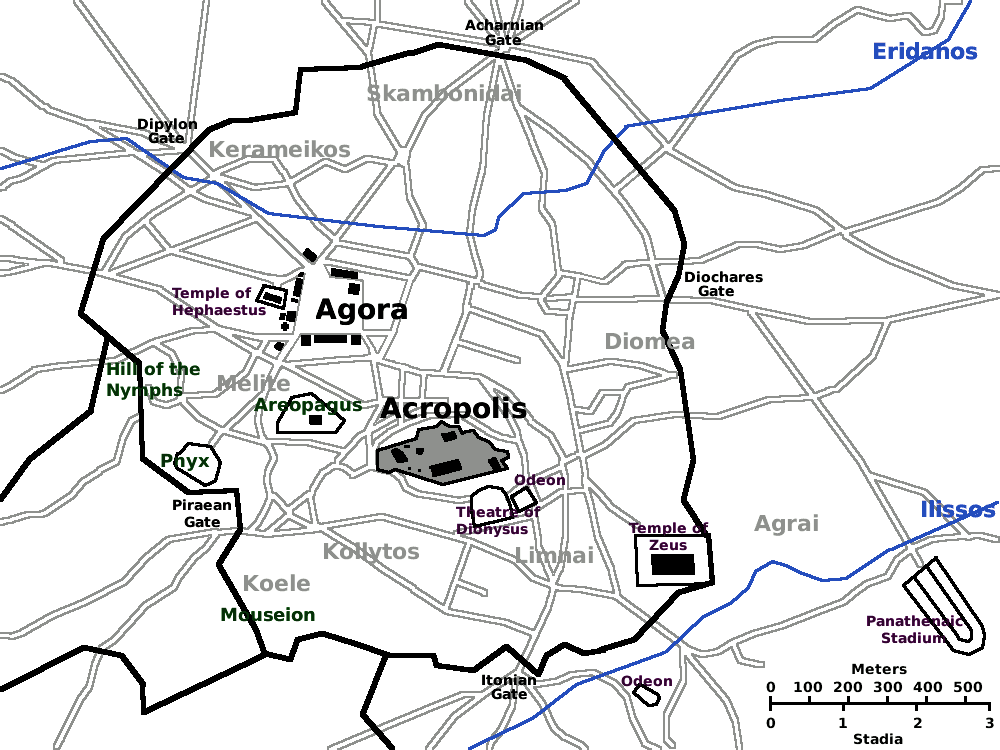
Karte des antiken Athen, im Nordwesten das Stadtviertel Kerameikos und das Dipylon-Tor, vor dem sich der als Kerameikos bezeichnete Friedhof erstreckte

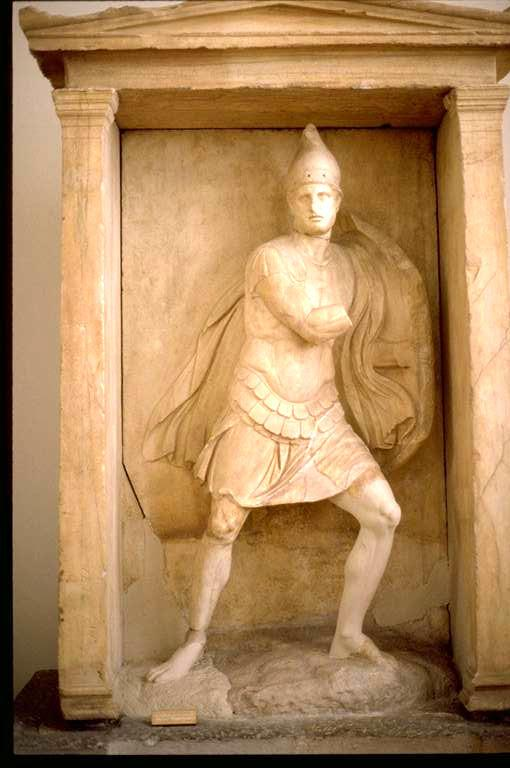
Grabnaïskos des Aristonautes, vom Kerameikos in Athen, um 320 v. Chr.

Der Kerameikos (altgriechisch Κεραμεικός) war ein Stadtteil des antiken Athen nordwestlich der Akropolis und ist heute eine bedeutende archäologische Ausgrabungsstätte. Der antike Name des Demos leitet sich von den damals dort angesiedelten Töpferwerkstätten ab (Keramik, von κέραμος, „Ton“). Der Kerameikos ist namensgebend für das neuzeitliche Stadtviertel Keramikos (cɛramiˈkɔs) im 3. Athener Stadtbezirk.

## Der antike Friedhof
Im Kerameikos liegt der bedeutendste antike Friedhof in Athen. Dieses Viertel war das wichtigste Zentrum der attischen Keramikproduktion. Der Kerameikos wird seit 1913 durch Ausgrabungen der Abteilung Athen des Deutschen Archäologischen Instituts erforscht (Leiter: Alfred Brueckner; Karl Kübler (1932–1943); Franz Willemsen (1952–1975); Ursula Knigge (1975–1995); Jutta Stroszeck (seit 1995)).
Der Kerameikos-Friedhof lag außerhalb der Stadtmauern, wie bei antiken Begräbnisplätzen üblich. Er wird von zwei Straßen durchquert, einer vom Heiligen Tor ausgehenden Prozessionsstraße zum Heiligtum von Eleusis und der Kerameikosstraße, die durch das Dipylon-Tor die Stadt verließ. Sie führt zur Akademeia, dem Heiligtum des Heros Akademos und Sitz der von Platon begründeten Philosophenschule. Vom Pompeion zwischen den beiden Toren nahm die Prozession an den Panathenäen ihren Ausgangspunkt. Vor allem an der Straße nach Eleusis befanden sich zahlreiche Gräber.
Die zahlreichen Funde aus den Ausgrabungen aus der Zeit vom 3. Jahrtausend v. Chr. bis in römische Zeit befinden sich im Archäologischen Nationalmuseum und im kleinen Kerameikos-Museum. Geplant ist eine Erweiterung des Museums und eine Verbindung mit den anderen archäologischen Ausgrabungsstätten in Athen. Eine Sensation bedeutete der 2002 gefundene Kouros des so genannten Dipylon-Meisters, der um 600 v. Chr. datiert wird.
Durch den Bach Eridanos ist der Kerameikos auch ein artenreiches Biotop. So gibt es dort eine große Population griechischer Landschildkröten.